# École orthogénique
 (août 2020).

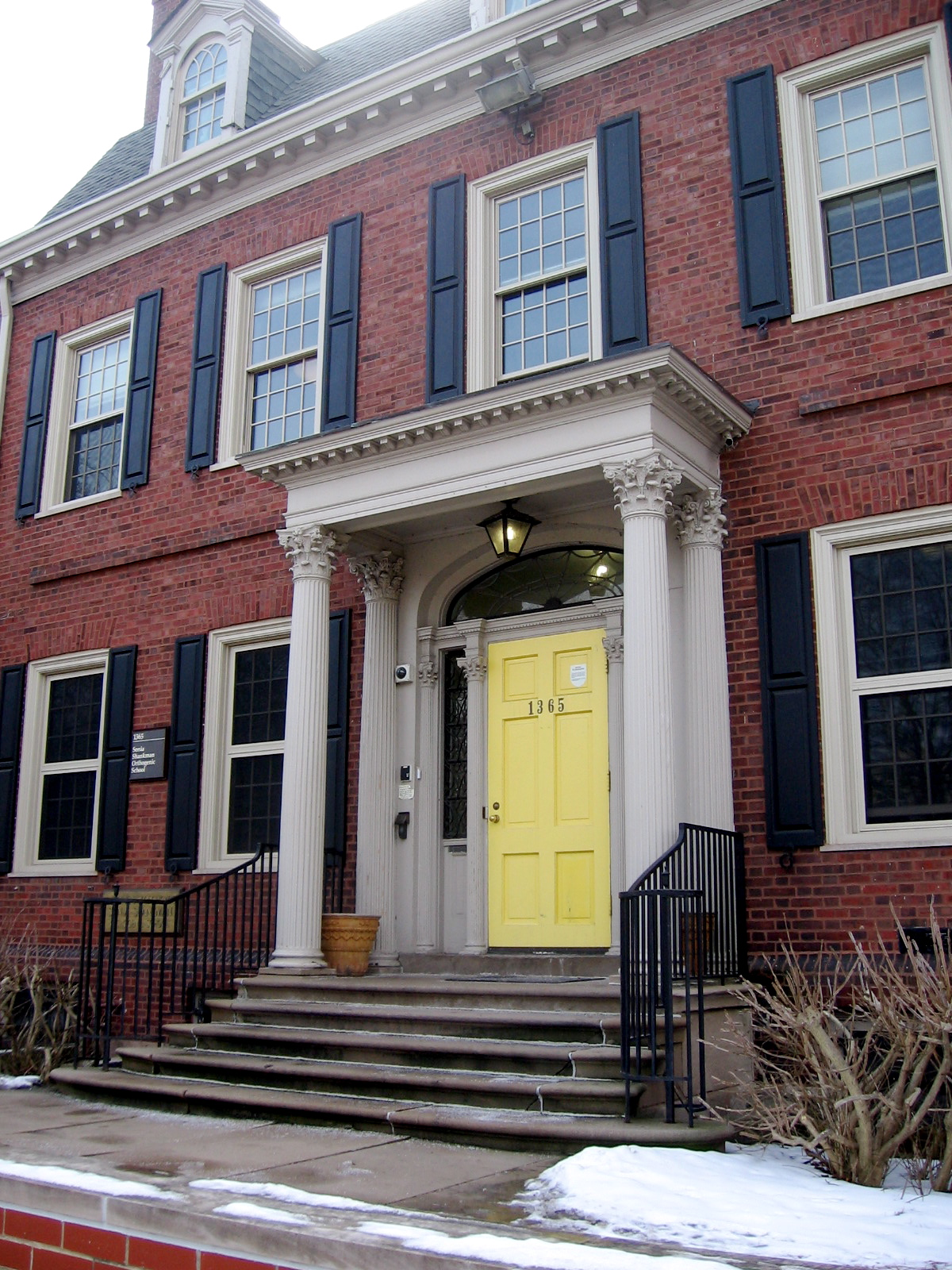
L'école orthogénique Sonia-Shankmann

L’École orthogénique, connue aussi sous le nom d’École orthogénique Sonia-Shankman a été fondée en 1915, et est située dans la ville de Chicago. Elle est célèbre pour avoir été le lieu où Bruno Bettelheim a mis au point une nouvelle méthode de prise en charge de l’autisme. Élisabeth Roudinesco note que bien que « d'inspiration psychanalytique, l’entreprise est cependant paradoxale qui va à l'encontre de ces mêmes principes psychanalytiques »